# Friedrichsdorf
Friedrichsdorf település Németországban, Hessen tartományban. Lakosainak száma 25 937 fő (2023. december 31.).

## Népesség
A település népességének változása:
| Lakosok száma | 25 092 | 25 268 | 25 194 | 25 450 | 25 662 | 25 937 |
|               | 2015   | 2017   | 2019   | 2021   | 2022   | 2023   |